# Landsteiner (kráter)
Landsteiner je malý impaktní kráter nacházející se v centrální části měsíčního moře Mare Imbrium (Moře dešťů) na přivrácené straně Měsíce. Má průměr 11,4 km.
Landsteiner leží v oblasti chudé na větší krátery, jediným významnějším kráterem v okolí je Carlini D nacházející se severozápadně. Jižně se táhne mořský hřbet Dorsum Grabau a ještě dále na jih (resp. jiho-jihovýchod) je výrazný kráter Timocharis.

## Název
Pojmenován je podle rakouského lékaře (patologa) a biologa Karla Landsteinera, laureáta Nobelovy ceny. Než jej v roce 1976 Mezinárodní astronomická unie pojmenovala na současný název, nesl označení Timocharis F.